# Marlies Kirchner
Marlies Kirchner geborene Liesenhoff (geboren im 20. Jahrhundert) ist eine deutsche Kinobetreiberin. Von 1957 bis 2023 war sie Leiterin des Münchner Programmkinos Theatiner Filmkunst, ab 1975 mit alleiniger Verantwortung für das Programm.

## Leben
Marlies Liesenhoff wuchs in Bochum auf. Ihre Leidenschaft für das Kino wurde schon vor dem Zweiten Weltkrieg bei Filmbesuchen mit ihrer Mutter geweckt. Einer ihrer Brüder wurde Mitgründer von Walter Kirchners Verleih Neue Filmkunst.

## Beruflicher Werdegang
1953, als die junge Frau gerade eine Sprachenschule in Montreux besuchte, wurde bei der Neuen Filmkunst eine Mitarbeiterin für die Fremdsprachenkorrespondenz gesucht. Sie übernahm nicht nur diese Aufgabe, sondern übersetzte auch bei den Internationalen Filmfestspielen von Cannes für Walter Kirchner und kaufte später für ihn Filme ein. Die beiden heirateten.
Ab 1957 betrieb Walter Kirchner das Arthousekino Theatiner Filmkunst in München. Ein Jahr nach der Eröffnung übernahm Marlies Kirchner die Kinoleitung. Für die Programmgestaltung war damit sie verantwortlich.
Nach dem Bankrott der Neuen Filmkunst und der Kinos von Walter Kirchner 1974 führte Marlies Kirchner ab 1975 das Theatiner-Film alleine weiter und verantwortete weiterhin ein cineastisch anspruchsvolles Programm. Marlies Kirchners Filmauswahl prägte dieses Programmkino fast fünfzig Jahre lang und machte es zu einer ersten Adresse für Cineasten. Marlies Kirchner gilt als Grande Dame der Münchner Lichtspielhäuser.

## Auszeichnungen
Marlies Kirchners Engagement für die Weiterführung eines künstlerisch wertvollen Programms und die Rolle des Kinos bei der Erhaltung der Filmkunst wurden immer wieder ausgezeichnet, bereits ab 1998 mehrmals mit dem Kinoprogrammpreis der Stadt München. Das Filmfest München ehrte das Theatiner Filmkunst und seine Betreiberin 1991 mit einer Hommage. 2018 erhielt das Kino den Europa Cinemas Award for Best Programming. 1998 ging der Filmpreis München an Marlies Kirchner. 2016 erhielt sie bei den Internationalen Filmfestspielen Berlin den Preis Berlinale Kamera. 2022 wurde sie mit dem Ordre des Arts et des Lettres des französischen Kultusministeriums geehrt. 2017 wurde ihr die Medaille München leuchtet in Silber verliehen.